# King Size
King Size est un groupe de rock, c'est un power trio français qui s'est formé en 1984.
Après plus de 20 ans de carrière, plus de 1000 concerts et , le groupe a annoncé que 2007 serait leur dernière année de tournée sous cette formule.

## Discographie
- 1990 : More Soul
- 1992 : Disfit For A King
- 1994 : Life Goes On
- 1996 : Between Love And Hate
- 1998 : Drought
- 2000 : Wake Up !
- 2002 : White Lies, White Beats
- 2004 : Another Cigarette...
- 2004 : Another Cigarette... Another Melody
- 2007 : The King Is Dead